# سدریک دی لا لوما
سدریک دی لا لوما (انگلیسی: Cédric De La Loma؛ زادهٔ ۱۴ آوریل ۱۹۸۴) بازیکن فوتبال اهل فرانسه است.
از باشگاه‌هایی که در آن بازی کرده‌است می‌توان به آ.اس موناکو و باشگاه فوتبال میرن اشاره کرد.